# JGS協同組合
JGS協同組合（じぇいじーえすきょうどうくみあい）は、茨城県筑西市上平塚593-1に本部をおき、中小企業等協同組合法にもとづく事業組合。外国人技能実習機構が認可する監理団体と特定技能の登録支援機関。設立は2021年3月25日。2022年3月より事業休止をしていたが、2022年10月21日に事業再開し、2023年11月に現オフィスに事務所を移転した。JGSはJOURNEY TO A GRATEFUL SOCIETYの略。

## 概要
設立当初は、愛知県名古屋市北区楠味鋺5丁目601番地に主たる事務所を構え、愛知県内を中心に建設業界向けの外国人技能実習生の受入事業を展開していたが、事業再開後は拠点を東京都台東区に設置し、現在は茨城県筑西市に移転し茨城県を中心に事業を展開している。技能実習制度に基づく監理団体と特定技能の支援が事業の中心である。2022年10月の事業再開後は、ASIA TO JAPANの代表取締役社長である三瓶雅人が代表理事に就任し、海外の有数の大学生を採用する国内有数企業との人脈を活かした事業を展開している。技能実習制度で設置を要求される外部監査人には、移民問題や外国人入国関連に詳しい杉田昌平が代表を務めるGLOBAL HR STRATEGYが担当し、技能実習事業の監査を担っている。ASIA TO JAPANは設立当初より、海外大学の理系人材の職業紹介事業に強かったため、得意先は自動車、精密・素材の製造業やIT業界が中心であった。2020年春からの新型ウィルス感染拡大による入国制限を起因として事業は一度縮小傾向であったが、入国解禁後は順調に職業紹介事業は拡大したため、三瓶は技能実習事業にも進出を本気で考えた。前述の杉田とは三瓶は旧知の仲であり、杉田からのアドバイスもあり、技能実習生が抱える多大な借金問題にフォーカスし、JGS協同組合のビジョンを作り上げた。
2023年11月に代表が飯塚祐己に変わり、介護の技能実習生および特定技能の人材紹介・支援に関する許可を取得。インド、インドネシア、ミャンマー、ベトナム、タイ、フィリピンの送り出し機関と提携している。
- 公式サイト